# Brad Norton
Bradley Joseph „Brad“ Norton (* 13. Februar 1975 in Cambridge, Massachusetts) ist ein ehemaliger US-amerikanischer Eishockeyspieler, der im Verlauf seiner aktiven Karriere zwischen 1998 und 2008 unter anderem 124 Spiele für die Florida Panthers, Los Angeles Kings und Washington Capitals in der National Hockey League (NHL) auf der Position des Verteidigers bzw. linker Flügelstürmers bestritten hat. Norton, der darüber hinaus auch annähernd 300 Partien in der American Hockey League (AHL) absolvierte, verkörperte den Spielertyp des Enforcers. Sein älterer Bruder Jeff Norton war ebenfalls professioneller Eishockeyspieler.

## Karriere
Norton wurde im NHL Entry Draft 1993 von den Edmonton Oilers aus der National Hockey League (NHL) in der neunten Runde an 215. Position ausgewählt, als er noch an der High School für die Cushing Academy spielte. Im Sommer 1994 ging er an die University of Massachusetts Amherst, die mit ihrer Universitätsmannschaft am Ligabetrieb der National Collegiate Athletic Association (NCAA) teilnahm.
Am Ende der Saison 1997/98, nachdem er seine Ausbildung abgeschlossen hatte, wechselte er in die International Hockey League (IHL) zu den Detroit Vipers, wo er seinen ersten Profivertrag erhielt. Die Vipers zogen bis ins Finale des Turner Cups ein, konnten ihren im Vorjahr gewonnenen Titel jedoch nicht verteidigen. Zum Start der Spielzeit 1998/99 wurde er in das Farmteam der Edmonton Oilers, den Hamilton Bulldogs in der American Hockey League (AHL), aufgenommen und spielte dort drei Jahre. Allerdings kam er nie für die Oilers in der NHL zum Einsatz. Vor der Saison 2001/02 nahmen ihn die Florida Panthers als Free Agent unter Vertrag. Norton absolvierte in diesem Spieljahr seine ersten 22 Spiele in der NHL, den Großteil der Saison verbrachte er aber in der AHL bei den Hershey Bears. Als sein Vertrag nicht verlängert worden war, erhielt er im Oktober 2002 einen Vertrag bei den Los Angeles Kings. Norton spielte daraufhin 53 NHL-Spiele in der Saison 2002/03. Auch in der folgenden Spielzeit absolvierte er noch einige Spiele für Los Angeles, die ihn allerdings nicht halten wollten. Die Washington Capitals nahmen ihn schließlich im März 2004 über die Waiver-Liste in ihr Team auf.
Während die NHL-Saison 2004/05 wegen des Lockout ausfiel, pausierte Norton. Im Herbst 2005 wurde der US-Amerikaner ins Trainingscamp der Los Angeles Kings eingeladen, konnte sich aber nicht für einen Vertrag empfehlen. Daraufhin wechselte er nach Europa und lief für Jokerit Helsinki in der finnischen SM-liiga auf. Im Dezember 2005 verließ er Finnland allerdings wieder und bekam einen Vertrag in der AHL bei den Binghamton Senators, dem Farmteam der Ottawa Senators. Neben zahlreichen Einsätzen in Binghamton bestritt er auch sieben Partien für Ottawa in der NHL. Nach der Saison war er wieder ohne Vertrag, aber die Detroit Red Wings sicherten sich die Dienste des Free Agents. Norton begann die Saison 2006/07 im NHL-Team der Red Wings, verletzte sich dann aber an der Schulter und stand in der Folge im Kader des Farmteams Grand Rapids Griffins in der AHL. Zur Saison 2007/08 nahmen ihn die San Jose Sharks für ein Jahr unter Vertrag. Aufgrund einer langwierigen Rückenverletzung verweilte der Enforcer die gesamte Spielzeit auf der Verletztenliste und kam zu keinem einzigen Einsatz. Sein Vertrag wurde daraufhin nicht verlängert und Norton beendete in Folge der Verletzung seine aktive Karriere.

## Erfolge und Auszeichnungen
- 2000 Teilnahme am AHL All-Star Classic

## Karrierestatistik
(Legende zur Spielerstatistik: Sp oder GP = absolvierte Spiele; T oder G = erzielte Tore; V oder A = erzielte Assists; Pkt oder Pts = erzielte Scorerpunkte; SM oder PIM = erhaltene Strafminuten; +/− = Plus/Minus-Bilanz; PP = erzielte Überzahltore; SH = erzielte Unterzahltore; GW = erzielte Siegtore; 1 Play-downs/Relegation; Kursiv: Statistik nicht vollständig)